# Фольке, Педер
Пе́дер Бенгт Карл Лангенскьо́лд Фо́льке (швед. Peder Bengt Carl Langenskiöld Folke; род. 8 апреля 1987) — шведский кёрлингист и тренер по кёрлингу.
Чемпион Швеции среди мужчин (2012).
Играет в основном на позиции третьего.

## Достижения
- Чемпионат Швеции по кёрлингу среди мужчин: золото (2012), серебро (2011), бронза (2013, 2014, 2016).

## Команды
| Сезон                                        | Четвёртый          | Третий             | Второй             | Первый          | Запасной                               | Турниры             |
| -------------------------------------------- | ------------------ | ------------------ | ------------------ | --------------- | -------------------------------------- | ------------------- |
| 2005—06                                      | Бьорн Брандберг    | Olof Esbjoernsson  | Педер Фольке       | Axel Ostersund  |                                        |                     |
| 2007—08                                      | Андерс Краупп      | Педер Фольке       | Бьорн Брандберг    | Антон Сандстрём | Матс Нюберг тренер: Стефан Хассельборг | ЧМ 2008 (10 место)  |
| 2008—09                                      | Андерс Краупп      | Педер Фольке       | Anders Hammarstrom | Антон Сандстрём |                                        |                     |
| 2009—10                                      | Ёран Карлссон      | Маркус Хассельборг | Педер Фольке       | Антон Сандстрём |                                        |                     |
| 2010—11                                      | Маркус Хассельборг | Педер Фольке       | Ёран Карлссон      | Антон Сандстрём |                                        | ЧШМ 2011            |
| 2011—12                                      | Маркус Хассельборг | Педер Фольке       | Андреас Прюц       | Антон Сандстрём |                                        | ЧШМ 2012            |
| 2012—13                                      | Маркус Хассельборг | Педер Фольке       | Андреас Прюц       | Антон Сандстрём |                                        | ЧШМ 2013            |
| 2013—14                                      | Маркус Хассельборг | Педер Фольке       | Андреас Прюц       | Антон Сандстрём | Фредрик Нюман                          | ЧШМ 2014            |
| 2015—16                                      | Маркус Хассельборг | Себастьян Краупп   | Vincent Stenberg   | Педер Фольке    | Антон Сандстрём                        | ЧШМ 2016            |
| Кёрлинг для смешанных команд (mixed curling) |                    |                    |                    |                 |                                        |                     |
| 2012                                         | Сесилия Эстлунд    | Педер Фольке       | Сара Карлссон      | Jonas Ullén     |                                        | ЧШСК 2012 (5 место) |

(скипы выделены полужирным шрифтом)

## Результаты как тренера национальных сборных
| Год  | Турнир                                              | Сборная                 | Место |
| ---- | --------------------------------------------------- | ----------------------- | ----- |
| 2011 | Чемпионат мира по кёрлингу среди смешанных пар 2011 | Швеция (смешанная пара) | 4     |